# Ralph Azham
Ralph Azham – francuska seria komiksowa autorstwa Lewisa Trondheima, publikowana nakładem wydawnictwa Dupuis od 2011 do 2019. Po polsku ukazała się nakładem wydawnictwa Timof i cisi wspólnicy.

## Fabuła
Utrzymana w konwencji fantasy seria opowiada o Ralphie Azhamie, antropomorficznym kaczorze, młodzieńcu, którego wszyscy w jego wiosce uważają za lenia. Ma on zdolność przewidywania liczby potomstwa osób, na które patrzy. Mimo to, w przeciwieństwie do innych dzieci posiadających magiczne umiejętności, został w dzieciństwie odrzucony przez wyrocznię jako potencjalny kandydat do pokonania w przyszłości Vom Syrusa, maga terroryzującego kraj. Wszystko się zmienia, kiedy Ralph napotyka żołnierzy dyktatora i stawia im czoło. Rozpoczyna się seria przygód, które przybliżają Ralpha do pokonania Vom Syrusa.

## Tomy
| Tom | Tytuł i rok wydania polskiego                    | Tytuł i rok wydania oryginalnego                |
| --- | ------------------------------------------------ | ----------------------------------------------- |
| 1   | Czy oszukuje się tych, których się kocha? (2013) | Est-ce qu'on ment aux gens qu'on aime? (2011)   |
| 2   | Śmierć na początku drogi (2014)                  | La mort au début du chemin (2011)               |
| 3   | Gwiazdy są czarne (2014)                         | Noires sont les étoiles (2012)                  |
| 4   | Nigdy ci nic nie powie zakopany kamień (2014)    | Un caillou enterré n'apprend jamais rien (2012) |
| 5   | Wyspa niebieskich demonów (2014)                 | Le pays des démons bleus (2013)                 |
| 6   | Wróg mojego wroga (2015)                         | L'ennemi de mon ennemi (2014)                   |
| 7   | Wszystko ma swój koniec (2015)                   | Une fin à toute chose (2014)                    |
| 8   | Nie pochwycisz płynącej rzeki (2016)             | Personne n'attrape une rivière (2015)           |
| 9   | Punkt zwrotny (2016)                             | Point du rupture (2016)                         |
| 10  | Ogień, który dogasa (2018)                       | Un feu qui meurt (2017)                         |
| 11  | Cios za ciosem (2018)                            | L'engrenage (2018)                              |
| 12  | Czas zwinąć żagle (2019)                         | Lâcher prise (2019)                             |